# بطولة ألاغواس 2013
بطولة ألاغواس 2013 هو موسم من بطولة ألاغواس ‏. أشرف على تنظيمه Federação Alagoana de Futebol ‏، وكان عدد الأندية المشاركة فيه 10، وفاز فيه نادي سي آر بي.